# خبرگزاری نیجریه
خبرگزاری نیجریه (عربی: وكالة انباء نيجيريا؛ انگلیسی: The News Agency of Nigeria) مشهور به NAN، خبرگزاری دولتی نیجریه است.
دستور تاسیس این خبرگزاری در سال ۱۹۷۶ میلادی از سوی دولت نیجریه صادر شد و در  ۲ اکتبر ۱۹۷۸ رسما فعالیت آن آغاز شد.  
دفتر مرکزی این خبرگزاری در آبوجا مستقر است. کارکنان این خبرگزاری حدود ۵۰۱ تن اعلام شده که در ۳۶ دفتر آن در سراسر کشور مشعول فعالیت هستند و روزانه بیش از ۲۰۰ خبر منتشر می کند. 